# Toby Jones
Toby Jones (Hammersmith, 7 de setembro de 1966) é um ator britânico.
É filho de Freddie Jones, ator britânico que participou em filmes como O Homem Elefante. Os seus irmãos Rupert e Casper estão também ligados à representação. Desde pequeno, quando frequentava a Abingdon School, em Oxfordshire, Jones atuava nas peças da escola.

## Biografia
Em 1992, participou pela primeira vez num filme (Orlando). Atuou em mais de vinte filmes.
Dublou o personagem Dobby nos filmes da saga Harry Potter. Em seguida atuou no filme The Mist, uma adaptação do livro de Stephen King.
Foi distinguido com o prêmio de melhor ator pela seu personagem cómica Arthur e foi nomeado com um Tony Award. Em 2013 foi indicado ao Globo de Ouro na categoria de Melhor Ator em Minissérie ou Filme para Televisão pelo telefilme A Garota, onde interpretou o famoso cineasta Alfred Hitchcock.

## Filmografia
| Ano  | Filme                                         | Papel                                             | Notas                                   |
| ---- | --------------------------------------------- | ------------------------------------------------- | --------------------------------------- |
| 1992 | Orlando                                       | Valete                                            |                                         |
| 1993 | Naked                                         | Home no chá                                       |                                         |
| 1993 | Dropping the Baby                             | Homem-bebê                                        |                                         |
| 1994 | Caedfael                                      | Griffin                                           |                                         |
| 1998 | Cousin Bette                                  | Homem no Café des Artistes                        |                                         |
| 1998 | Les Miserables                                | Porteiro                                          |                                         |
| 1998 | Ever After                                    | Royal Page                                        |                                         |
| 1999 | Simon Magus                                   | Buchholz                                          |                                         |
| 1999 | The Messenger: The Story of Joan of Arc       | Juiz inglês                                       |                                         |
| 2000 | Hotel Splendide                               | Garoto na cozinha                                 |                                         |
| 2000 | The Nine Lives of Tomas Katz                  | Servente                                          |                                         |
| 2002 | Harry Potter and the Chamber of Secrets       | Dobby, o Elfo Doméstico                           | Dublagem                                |
| 2002 | 15 Storeys High                               | Homem que sofre de distúrbio obsessivo-compulsivo | 1º temporada, episódio 4                |
| 2004 | Ladies in Lavender                            | Hedley                                            |                                         |
| 2004 | Finding Neverland                             | Smee                                              |                                         |
| 2005 | Mrs. Henderson Presents                       | Gordon                                            |                                         |
| 2006 | A Harlot's Progress                           | William Hogarth                                   |                                         |
| 2006 | Elizabeth I                                   | Robert Cecil, 1º Conde de Salisbury               |                                         |
| 2006 | Infamous                                      | Truman Capote                                     |                                         |
| 2006 | The Sickie                                    | Douglas Knott                                     |                                         |
| 2006 | The Painted Veil                              | Waddington                                        |                                         |
| 2007 | Amazing Grace                                 | Duke of Clarence                                  |                                         |
| 2007 | Nightwatching                                 | Gerard Dou                                        |                                         |
| 2007 | The Mist                                      | Ollie Weeks                                       |                                         |
| 2007 | St. Trinian's                                 | Bursar                                            |                                         |
| 2007 | The Old Curiosity Shop                        | Daniel Quilp                                      |                                         |
| 2008 | City of Ember                                 | Bardon Snode                                      |                                         |
| 2008 | W.                                            | Karl Rove                                         |                                         |
| 2008 | Frost/Nixon                                   | Swifty Lazar                                      |                                         |
| 2009 | Creation                                      | Thomas Huxley                                     |                                         |
| 2009 | St Trinian's 2: The Legend of Fritton's Gold  | Bursar                                            |                                         |
| 2010 | Sex & Drugs & Rock & Roll                     | Hargreaves                                        |                                         |
| 2010 | Mo                                            | Dr. Mark Glaser                                   |                                         |
| 2010 | Doctor Who                                    | Senhor dos Sonhos                                 | Episódio "Amy's Choice"                 |
| 2010 | Agatha Christie's Poirot                      | Samuel Rachett / Cassetti                         | Episódio "Murder on the Orient Express" |
| 2010 | Harry Potter and the Deathly Hallows - Part 1 | Dobby, o Elfo Doméstico                           | Dublagem                                |
| 2010 | Virginia                                      | Max                                               |                                         |
| 2011 | O Ritual                                      | Padre Matthew                                     |                                         |
| 2011 | Your Highness                                 | Julie                                             |                                         |
| 2011 | Capitão América: O Primeiro Vingador          | Arnin Zola                                        |                                         |
| 2011 | Tinker Tailor Soldier Spy                     | Percy Alleline                                    |                                         |
| 2011 | Christopher and His Kind                      | Gerald Hamilton                                   |                                         |
| 2011 | My Week with Marilyn                          | Arthur Jacobs                                     |                                         |
| 2011 | As Aventuras de Tintim: O Segredo do Licorne  | Aristides Silk                                    |                                         |
| 2012 | The Hunger Games                              | Cladius Templesmith                               |                                         |
| 2012 | Titanic                                       | John Batley                                       | Minissérie de TV                        |
| 2012 | The Girl                                      | Alfred Hitchcock                                  |                                         |
| 2012 | Red Lights                                    | Dr. Paul Shackleton                               |                                         |
| 2012 | Snow White and the Huntsman                   | Coll                                              |                                         |
| 2012 | Berberian Sound Studio                        | Gilderoy                                          |                                         |
| 2013 | The Hunger Games: Catching Fire               | Cladius Templesmith                               |                                         |
| 2013 | Leave To Remain                               | Mr. Nigel                                         |                                         |
| 2014 | Captain America: The Winter Soldier           | Arnin Zola                                        |                                         |
| 2015 | Wayward Pines                                 | Dr. Jenkins                                       |                                         |
| 2015 | O Homem que viu o infinito                    | Prof° John Edenson Littlewood                     |                                         |
| 2016 | Alice: Through the Looking Glass              | Wilkins, servo do Tempo                           |                                         |
| 2017 | Sherlock                                      | Culverton Smith                                   | Série de TV                             |
| 2018 | Jurassic World: Fallen Kingdom                | Sr. Gunnar Eversol                                |                                         |
| 2018 | Christopher Robin                             |                                                   |                                         |
| 2018 | Out of Blue                                   | Professor Ian Strammi                             |                                         |
| 2019 | First Cow                                     |                                                   |                                         |
| 2020 | The Last Thing He Wanted                      | Paul Schuster                                     |                                         |
| 2020 | Archive                                       | Vincent Sinclair                                  |                                         |
| 2021 | Infinite                                      | Bryan Porter                                      |                                         |
| 2021 | The Electrical Life of Louis Wain             | Sir William Ingram                                |                                         |
| 2021 | A Boy Called Christmas                        |                                                   |                                         |
| 2022 | A Moral Man                                   | Philip                                            | Curta-metragem                          |
| 2022 | The Wonder                                    |                                                   |                                         |
| 2022 | Empire of Light                               | Norman                                            |                                         |
| 2023 | Tetris                                        | Robert Stein                                      |                                         |
| 2023 | Indiana Jones 5                               | Brasil Shaw                                       |                                         |